# Paulina Hersler
Paulina Hersler, född 16 maj 1994 i Bunkeflo församling, är en svensk basketspelare som för närvarande (säsongen 2019-20) spelar för basketlaget Cinkarna Celje i Celje, Slovenien. Hennes föräldrar är Marina Hersler och Bengt Hersler (tidigare basketspelare i Malmöklubben Malbas).

## Basketkarriär
År 2005-2010 spelade hon i Malbas i Malmö och från hösten 2010 i Södertälje BBK i Damligan. Hon deltog i Ungdoms-OS med U16-landslaget 2009 i Tammerfors och deltog både 2009 och 2010 i U16-EM. Hon vann 2012 skytteligan i U18 EM i Rumänien och deltog även i U20 EM 2014 i Italien. Hon ingick i svensk baskets satsning på OS 2016.
Under sin tid i Södertälje och SBBK studerade hon 3 år vid basketlinjen på Igelstavikens gymnasium. Hersler tog tillsammans med SBBK två svenska mästerskapsguld i basketligan för damer säsongerna 2010/2011 och 2011/2012.
Hon påbörjade höstterminen 2013 studier vid UCLA (University of California, Los Angeles) i USA. Hon spelade för damlaget på UCLA (UCLA Bruins) och stod över spel sitt första år (2013/2014) på grund av knäskada. Det innebar att hon fick ytterligare ett års berättigad speltid. Hösten 2014 påbörjade hon spel under sin första collegesäsong.
Hersler tog examen på UCLA våren 2017. Hon valde att studera på universitet ytterligare ett år därefter. Hersler studerade och spelade sitt sista år på universitet i USA på University of Florida säsongen 2017/2018 där hon i laget Florida Gators] var tredje bästa poänggörare med snittet 11,8 poäng per match samt tredje bästa returtagare med snittet 6,8 per match. Hon snittade 31 spelade minuter på match under samma säsong.[källa behövs]
30 juni 2018 meddelades att Paulina Hersler för säsongen 2018/2019 skall inleda sin professionella basketkarriär genom att spela för basketbollaget Mann Filter i Zaragoza, Spanien.  
Säsongen 2019/2020 spelar Paulina Hersler i Celje, Slovenien för laget ZKK Cinkarna Celje. Där spelar laget både i den slovenska högsta ligan samt i WABA - Womans Adriatic Basketball Association. Inför säsongsstarten 2019/2020 utsågs Paulina till lagets kapten.[källa behövs]

## Podden
Hersler skapade i januari 2019 tillsammans med sin vän och basketkollega Matilda Claesson basketpodden En Boll En Dröm där de är värdar och avhandlar erfarenheter (egna och andras) från elitidrott: hälsa, glädjeämnen, och allehanda utmaningar blandas tillsammans med allmänna kåserier om livet som professionell basketspelare. Duon har dessutom under det första året bland annat hunnit intervjua en rad basketproffs, både svenska och utländska, såsom Regan Magarity, Farhiya Abdi, Nick Spires med flera.
Paulina har även medverkat som gäst och intervjuats i podcasten Another Season In The Books (juni 2019) som den amerikanska professionella basketspelaren Leslie Knight är skapare av och värd för.